# Congresso mondiale dei rom

Bandiera del popolo romanì

Il Congresso mondiale dei rom è rappresentato da una serie di forum di discussione delle questioni relative ai rom di tutto il mondo. Finora ci sono stati nove congressi mondiali romanì. Tra gli obiettivi principali di questi congressi ci sono stati la standardizzazione della lingua romanì, i miglioramenti dei diritti civili e dell'istruzione, la conservazione della cultura rom, le riparazioni dalla seconda guerra mondiale e il riconoscimento internazionale dei rom come minoranza nazionale di origine nativa indiana.

## I congressi

### Il primo congresso (Orpington, 1971)
Il primo congresso mondiale dei rom fu organizzato nel 1971 a Orpington, vicino a Londra, proclamato ad unanimità come il primo Congresso mondiale dei rom - considerando il periodo dopo la seconda guerra mondiale, in quanto il primo in assoluto si era svolto a Bucarest nel 1935. Finanziato in parte dal Consiglio ecumenico delle Chiese e dal governo indiano. Parteciparono 23 rappresentanti di nove nazioni (Cecoslovacchia, Finlandia, Norvegia, Francia, Gran Bretagna, Germania, Ungheria, Irlanda, Spagna e Jugoslavia) e osservatori dal Belgio, Canada, India e Stati Uniti. Furono create cinque sotto-commissioni per esaminare gli affari sociali, l'istruzione, i crimini di guerra, la lingua e la cultura. Al congresso, la bandiera verde e blu della conferenza del 1933 dell'Associazione Generale degli Zingari della Romania, impreziosita dal chakra rosso a sedici raggi, fu riaffermata come emblema nazionale del popolo Rom e la canzone Gelem, Gelem fu adottata come inno dei rom. Anche l'uso della parola "rom" che significa "uomo" (piuttosto che varianti di "zingaro") fu accettato dalla maggioranza dei partecipanti; di conseguenza, il Comitato internazionale dei zingari (International Gypsy Committee, fondato nel 1965) fu ribattezzato Komiteto Lumniako Romano Comitato internazionale dei rom (International Rom Committee).

### Il secondo congresso (Ginevra, 1978)
Il secondo congresso dell'aprile 1978 si tenne a Ginevra, in Svizzera, e vi parteciparono 120 delegati provenienti da 26 paesi. I partecipanti contribuirono a trasformare il Comitato internazionale dei rom nell'Unione Internazionale Rom

### Il terzo congresso (Gottinga, 1981)
Il terzo Congresso si tenne a Gottinga, Germania Ovest, a maggio 1981, con 600 delegati e osservatori provenienti da 28 paesi diversi. I partecipanti sostennero la richiesta di riconoscimento dei rom come minoranza nazionale di origine indiana. Un altro importante argomento di discussione fu il Porrajmos, il genocidio del popolo romanì da parte della Germania nazista.

### Il quarto congresso (Serock, 1990)
Nel 1990, il quarto Congresso si tenne a Serock, in Polonia, con la partecipazione di 250 delegati. Gli argomenti di discussione includevano riparazioni della seconda guerra mondiale, educazione, cultura, pubbliche relazioni, lingua e un'enciclopedia in lingua rom. Fu ufficialmente dichiarata anche la Giornata internazionale dei rom l'8 aprile, in onore della prima riunione del Congresso mondiale dei rom nel 1971.

### Il quinto congresso (Praga, 2000)
Il quinto congresso mondiale dei romani avvenne a luglio 2000 a Praga, nella Repubblica Ceca. Emil Ščuka venne eletto presidente dell'Unione Internazionale Rom. Il congresso produsse la Dichiarazione ufficiale della nazione non territoriale rom.

### Il sesto congresso (Lanciano, 2004)
Il sesto Congresso ebbe luogo a Lanciano, in Italia, l'8 e 9 ottobre 2004, con la partecipazione di oltre 200 delegati provenienti da 39 paesi del mondo. I delegati scelsero un nuovo presidente per l'Unione internazionale dei Romani (Stanisław Stankiewicz della Polonia) e un nuovo presidente del Parlamento mondiale dell'IRU (Dragan Jevremovic dell'Austria). Venne istituito un nuovo comitato per esaminare le questioni relative a donne, famiglie e bambini.

### Il settimo congresso (Zagabria, 2008)
Il settimo congresso si tenne a Zagabria, in Croazia, nell'ottobre 2008. Quasi 300 delegati provenienti da 28 paesi diversi parteciparono all'incontro, che pubblicò il Piano d'azione per la costruzione della nazione rom, un documento che delineava i piani per lo sviluppo del nazionalismo e della rappresentanza rom. Esma Redžepova eseguì l'inno romanì.

### L'ottavo congresso (Sibiu, 2013)
L'ottavo congresso si svolse a Sibiu, in Romania, nell'aprile 2013, incontro dove parteciparono circa 250 delegati provenienti da 34 paesi diversi.

### Il nono congresso (Riga, 2015)
Il nono congresso si tenne a Riga, in Lettonia, nell'agosto 2015, presenti circa 250 delegati provenienti da 25 Paesi. Eccezionalmente, 21 paesi su 25 presenti formarono una Federazione per affrontare i problemi che affliggono il popolo rom.